# Estrada de Ferro Leopoldina
A Estrada de Ferro Leopoldina foi a primeira ferrovia implantada no atual estado de Minas Gerais, na região Sudeste do Brasil, sendo uma das principais ferrovias da região. Foi inaugurada em 1874 alcançando rápida expansão. Em seu auge, possuía mais de 3 200 quilômetros de trilhos, incluindo cremalheiras nos trechos mais acentuados da Serra do Mar. 
A ferrovia passou por graves crises durante a sua história, passando pelo controle de fazendeiros e comerciantes para as mãos dos credores britânicos, chegando, em 1950, ao controle da União e, em 1957, da RFFSA a fim de corrigir isso. Entretanto, as medidas se tornaram ineficazes, com a ferrovia perdendo gradualmente seus ramais, sendo finalmente dissolvida em 1975. Parte da ferrovia passou para o controle da Ferrovia Centro-Atlântica, com grande parte de sua malha suprimida e o restante operando transporte de cargas.

## História

### 1871-1889: Início
Ligada à economia do café, em expansão a partir de meados do século XIX, a ferrovia nasceu da iniciativa de fazendeiros e comerciantes da Zona da Mata Mineira, acostumados a transportar a produção de café da maneira tradicional, por tropas de mulas, até os portos do litoral. No retorno, os tropeiros traziam produtos manufaturados num processo demorado. Dessa forma, determinados a melhorar o escoamento de seus produtos, começaram a iniciativa para a construção da ferrovia.
A Lei da então Província de Minas Gerais nº 1.826, de 10 de outubro de 1871, autorizava o Presidente da Província a conceder uma subvenção de 9:000$000 réis por quilômetro ou a garantir os juros de 7% ao ano sobre o capital de 2.400:000$000 réis à companhia que se organizasse para construir uma estrada de ferro, ligando a cidade de Leopoldina à de Porto Novo do Cunha (hoje Além Paraíba), na divisa da Província de Minas Gerais com a do Rio de Janeiro, onde então findavam os trilhos da Estrada de Ferro Dom Pedro II.

O Decreto Imperial nº 4.914, de 27 de março de 1872, concedeu ao engenheiro Antônio Paulo de Mello Barreto autorização para organizar uma companhia a fim de construir aquela estrada de ferro. Constituída sob o nome Companhia Estrada de Ferro Leopoldina, o Decreto nº 4.976 de 5 de junho de 1872 autorizava-a a funcionar no país, aprovando-lhe os estatutos. Os estudos para a implantação de um primeiro trecho, com a extensão de 38 quilômetros, foram iniciados em 10 de outubro desse mesmo ano, pelo engenheiro João Gomes do Val. Aprovados em fevereiro do ano seguinte, iniciou-se em março a construção da ferrovia. As garantias do gorverno foram, junto com a expansão da produção cafeeira, um dos fatores que permitiu a rápida obtenção de investidores e pessoal disposto a assumir este empreendimento.

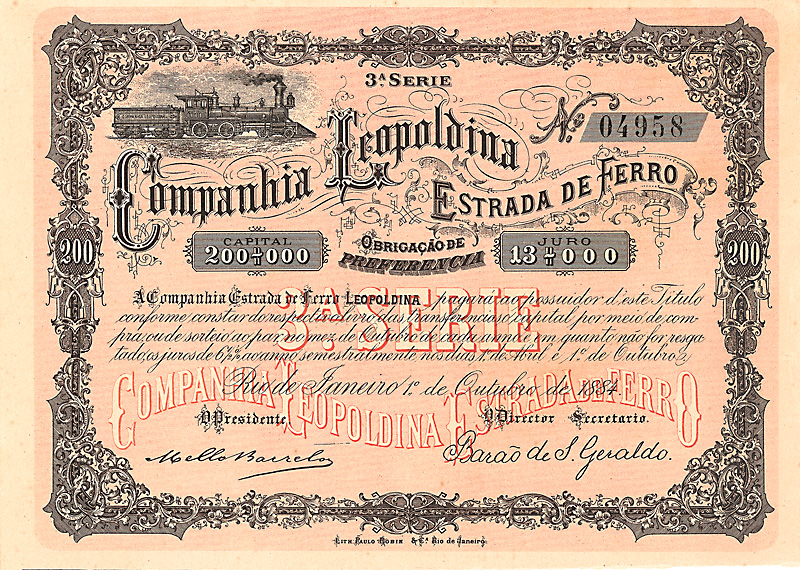
Obrigação de Preferência da Companhia Estrada de Ferro Leopoldina. Outubro de 1884.

Os trabalhos desenvolveram-se com rapidez, sendo esse trecho inaugurado em 8 de outubro de 1874, na presença do Imperador D. Pedro II e de autoridades civis e eclesiásticas. Este trecho contava com três estações — São José (São José d’Além Parahyba), no quilômetro 3, Pântano (renomeada duas vezes - como Antônio Carlos e Fernando Lobo, distrito de Além Paraíba), no quilômetro 12, e Volta Grande, no quilômetro 27 —, cinco locomotivas (duas Rogers, duas Baldwin e uma belga, batizadas de Visconde de Abaeté, Conselheiro Theodoro, Godoy, Cataguazes e Pomba), oito carros de passageiros e 48 vagões de carga.
Foram inauguradas em curto espaço de tempo as estações de São Luiz e a de Providência. Em 1876, alegando questões técnicas, a ferrovia sofreu um desvio, atingindo Santa Rita do Meia Pataca (atual Cataguases) em 2 de julho de 1877 quando deveria passar por Leopoldina, que nomeia a estrada. O ramal para a ligação da cidade à linha foi criado, com o plano original de construção sendo terminado em 31 de julho de 1877, totalizando 120 quilômetros de malha ferroviária. A ferrovia passou a crescer rapidamente com o passar dos anos, adquirindo outras ferrovias menores (ramais de Sumidouro e Pirapetinga e a Estrada de Ferro Cantagalo por exemplo), num ato que eliminará boa parte de sua concorrência na região, estabelecendo sua hegemonia. Entretanto, isso gera duras críticas à empresa, sendo visto como uma das causas para sua dissolvição no futuro.

### 1890-1897: Expansão e crise
Em 1890, mesmo expandindo prolificamente, a Companhia E. F. Leopoldina já enfrentava déficits vultosos. Apesar disso, os gestores da empresa continuaram novos empreendimentos, cada vez maiores e mais custosos, sem haver qualquer respaldo financeiro para custeá-los. Soma-se a isso a compra de ferrovias menores por preços inflados. Como resultado, a dívida registrada em 1890 foi de 86.623:277$776 réis, com a Companhia vendo-se incapaz de saldar tal dívida. Nesse cenário, surge a Companhia Geral de Estradas de Ferro com a promessa da liquidação de todas as dívidas da empresa. Esta começou a adquirir ações da Leopoldina e a iniciar diversos investimentos. Entretanto, já em 1892 a Companhia Geral declara-se falida, com os bens da Leopoldina quase sendo arrendados na liquidação de sua investidora.
Outra diretoria assume, mais uma vez sob a promessa de corrigir os problemas da ferrovia. À época, a malha ferroviária da Leopoldina era extremamente desconexa, com baldeações e bifurcações se proliferando, com as condições da mesma também começando a se deteriorar, além da falta de material rodante para atender a toda extensão da ferrovia com eficiência. Assim, 468 quilômetros de estrada ferroviária de bitolas diversas foram unificados, novo material rodante foi adquirido e renovado, porém, a um custo elevado, aumentando o quadro já deficitário da empresa.
Em 1893, começa a Revolta da Armada que suspende o tráfego em certos trechos da ferrovia, com mais despesas assumidas para manter as linhas durante o conflito. Logo em seguida, no ano de 1894, surge uma epidemia de cólera em Porto Novo do Cunha, após já se ter difundido no vale do Paraíba. As populações das regiões mais interiores assustaram-se com a epidemia, passando a remover trilhos a fim de evitar o contágio em Santa Izabel e Recreio, parte de Campo Limpo e quatro quilômetros do ramal de Sumidouro mais uma vez levando a Companhia a assumir novos gastos, num quadro que perdurará até maio de 1895. Ao fim dos conflitos, começaram as chuvas torrenciais em novembro do mesmo ano, com trechos sendo interditados por mais de cinco meses até retornarem a atividade. Após esses eventos, a Companhia via-se incapaz de manter suas atividades regulares, sofrendo pressão dos credores ingleses para o saldo de suas dívidas, sob a ameaça do sequestro de trechos da malha ferroviária como meio de pagamento.
No fim de 1895 e início de 1896, a diretoria da Leopoldina apresentou sua questão ao governo. Foram discutidos três caminhos possíveis para a resolução do quadro da empresa: liquidação judicial, rejeitada mediante confiança na recuperação da ferrovia, encapamento da Companhia, também rejeitado por não ser considerado executável à época, e reorganização da Companhia por meio de empréstimos externos e uniformização das dívidas externas e internas, com a recepção, por conversão, de títulos em circulação em seu valor atual, com o recebimento das devidas bonificações. Assim, a Companhia e Governo optaram pelo terceiro caminho, sob compromisso de uma discussão a respeito numa reunião com a presença dos Presidentes, ou representantes deles, dos Estados do Rio de Janeiro e Minas Gerais.
A reunião ocorreu em 8 de junho de 1896, onde foi firmado o compromisso da realização de estudos para a implantação da nova política, além da determinação, por parte da União e dos Estados presentes, das suas responsabilidades em caso de intervenção na transação. Apesar dos compromissos formados, a transação só pôde prosseguir em 29 de março de 1897, quando os representantes dos credores ingleses, agora também procurados como financiadores desta reorganização, chegaram. Estes representantes argumentaram que este acordo não era vantajoso, pois a Companhia já havia adquirido a fama de impontualidade no saldo das dívidas, sendo, em sua visão, mais adequada a criação de uma sociedade anônima inglesa que liquidaria a Companhia e assumiria seu patrimônio.

### 1898-1950: The Leopoldina Railway Company Limited
A proposta foi aprovada em 3 de abril de 1897 e, em 16 de dezembro de 1897, foi criada em Londres a The Leopoldina Railway Company Limited, autorizada a funcionar no Brasil pelo Decreto nº 2.797, de 14 de janeiro de 1898. A nova gestão iniciou a reestruturação e modernização da operação, construindo novas linhas e adquirindo 38 pequenas ferrovias, no centro e norte do Estado do Rio de Janeiro, Sudeste de Minas Gerais e Sul do Espírito Santo. O sistema chegou a compreender, em seu auge, mais de 3.200 quilômetros de trilhos, incluindo cremalheiras nos trechos mais acentuados da Serra do Mar.

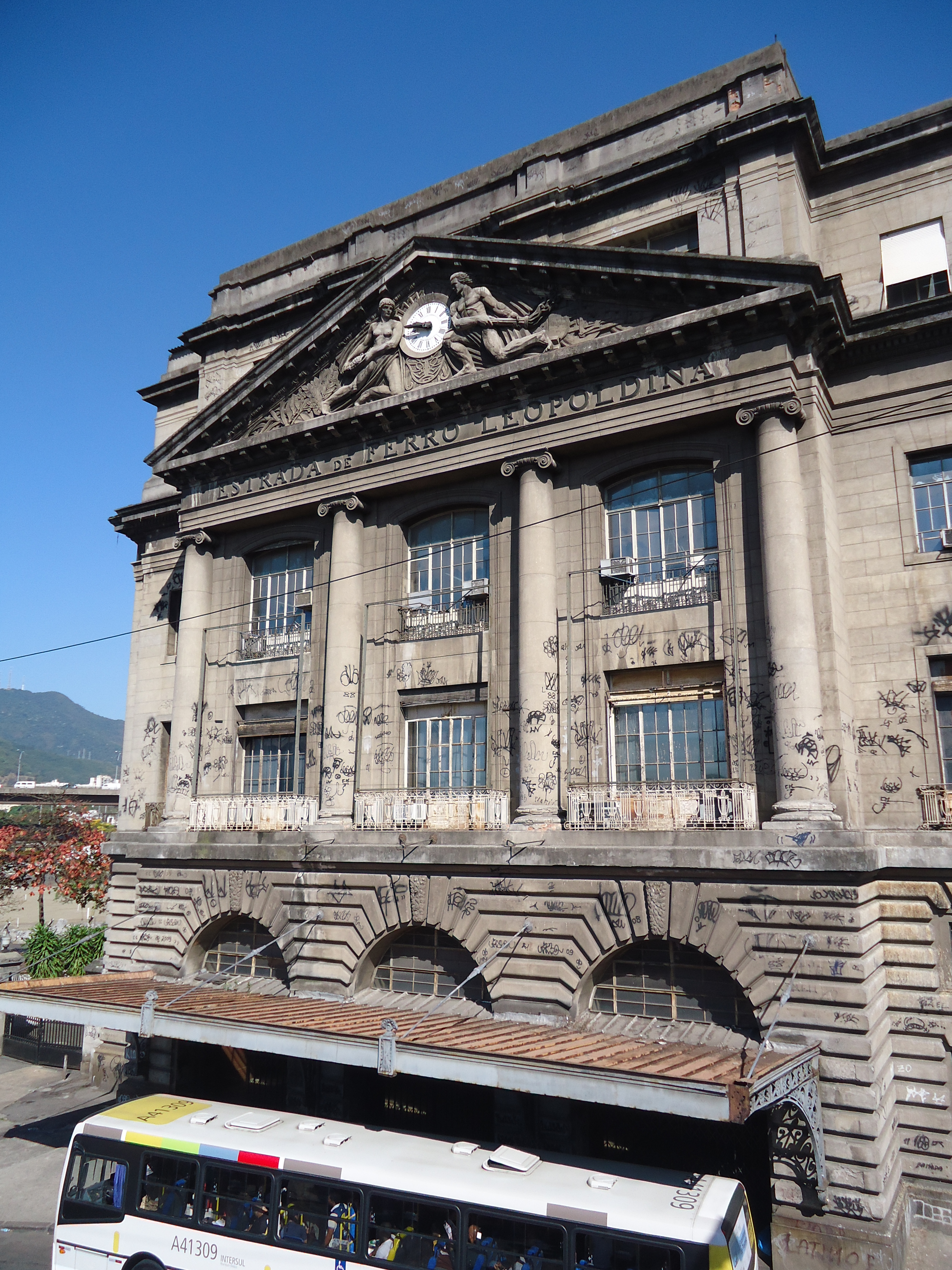
Detalhe da fachada da Estação Barão de Mauá, principal estação da E.F. Leopoldina.

Um dos principais planos da nova companhia era o prolongamento da linha de São Francisco Xavier até o Cais do Porto e, por conseguinte, ao Centro do Rio, dando um impulso no transporte de passageiros e de carga, forçando a Leopoldina Railway a construir uma estação que atendesse a esta nova demanda. Assim é idealizada a Estação Central da Leopoldina, com o escritório de Robert Prentice, arquiteto escocês sendo encarregado da construção, que abrigaria a embaixada inglesa.
Em 15 de novembro de 1924, tiveram início as obras do edifício. A estação da Leopoldina Railway foi inaugurada sob o nome "Estação Barão de Mauá", em homenagem ao pioneiro do transporte ferroviário nacional e patrono das ferrovias brasileiras, em 6 de dezembro de 1926, na presença de Arthur da Silva Bernardes e do Ministro da Viação e Obras Públicas Francisco Sá. A estação era uma construção de grande porte, com 130 metros de fachada principal e quatro pavimentos.

As linhas férreas da Leopoldina Railway somam em 1931 uma extensão total de 3.086 quilômetros. A linha tronco entre Barão de Mauá e Vitória com 598 quilômetros, atravessando a Baixada Fluminense até a cidade de Campos, ao lado norte do Rio Paraíba do Sul, seguindo para Vitória via Cachoeiro de Itapemirim pode ser citada como um dos exemplos de expansão ferroviária desse período. Destacam-se também as linhas tronco de Saracuruna e Capitinga com 595 quilômetros e Porto das Caixas a Manhuaçu com quinhentos quilômetros. Além dessas, responsável pelo escoamento de grande parte do café da região e por transportar passageiros aos municípios mineiros, capixabas e fluminenses, Carangola possuía a principal estação de trens do Leste de Minas. Após a desativação de grande parte da ferrovia, com a erradicação dos trilhos do município em 1977, a antiga estação abriga o atual Terminal Rodoviário.

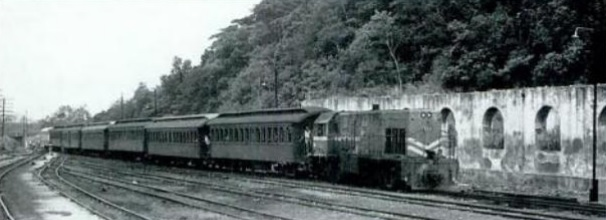
Locomotiva diesel U8B número 2114 da RFFSA nos arredores de Vila Inhomirim, Rio de Janeiro, trecho da E.F.L.

A Leopoldina Railway voltou a enfrentar dificuldades com o declínio da lavoura cafeeira na região atendida pelas suas linhas, agravadas com as restrições impostas à época da Segunda Guerra Mundial. Sem conseguir se recuperar ao término desta, apesar dos subsídios, privilégios e outros benefícios concedidos pelo Estado, o Governo Federal encampou-a em 20 de dezembro de 1950. 

### 1950-1996: administração federal
A lei nº 1.288 autorizava a implantação definitiva da ferrovia que passou a chamar Estrada de Ferro Leopoldina (EFL), ficando sob a jurisdição do Ministério da Viação de Obras Públicas.
Em 1957 foi incorporada pela Rede Ferroviária Federal (RFFSA), sendo que parte da malha foi revitalizada com a aquisição de novas locomotivas diesel-elétricas, automotrizes, carros de passageiros em aço carbono e vagões de diversos tipos, além da melhoria acentuada da via permanente. Porém, esta fase também foi marcada por um progressivo declínio, com a supressão de vários ramais "antieconômicos", incluindo as cremalheiras, de 1965 em diante. Dessa forma, aliada a crises financeiras e descaso do poder público com sua preservação, manutenção e recuperação, a Leopoldina foi dissolvida em data não especificada, sendo transformada numa superitendência (SR-8) de Campos em 1991.

### 1996 à atualidade: administração privada como parte da Ferrovia Centro-Atlântica (FCA)
Em 1996, sob ocasião da privatização da RFFSA, as antigas linhas da Leopoldina foram transferidas sob regime de concessão para Ferrovia Centro Atlântica (FCA). Esta empresa foi adquirida pela Vale que por sua vez a incorpora à Valor Logística Integrada. Nesse processo, quase dois mil quilômetros de malha ferroviária foi desativada, sobrando 1 469 quilômetros onde a Divisão Operacional de Campos (CSP-3) transporta derivados de petróleo (Duque de Caxias - Macaé e Campos), produtos siderúrgicos (Vitória - Volta Redonda; Minas - Rio), cimento (Minas - Rio), açúcar e álcool (Campos - Rio), calcário (Cachoeiro - Vitória) e equipamentos para exploração de petróleo na plataforma marítima de Campos. Algumas estações, como a Estação Ferroviária de Matilde, foram tombadas como patrimônio em seus Estados, municípios ou âmbito federal.

## Linhas e ramais

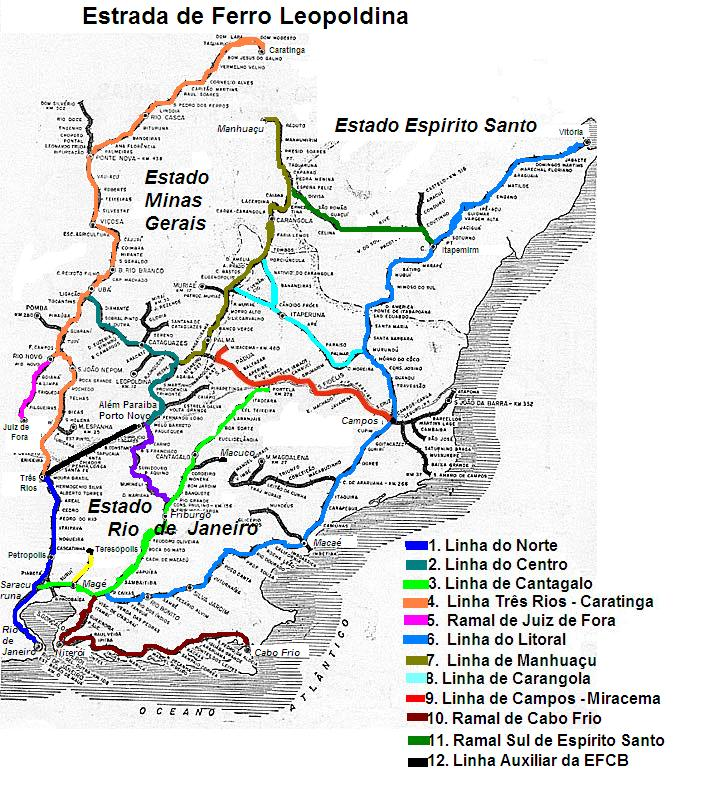
Linhas da Estrada de Ferro Leopoldina

| Linha                       | Início                            | Fim                                  |
| --------------------------- | --------------------------------- | ------------------------------------ |
| Linha Norte                 | Rio de Janeiro (RJ)               | Três Rios (RJ)                       |
| Linha Centro                | Porto Novo do Cunha (MG)          | Ligação - Ubá (MG)                   |
| Linha Cantagalo             | Saracuna - (RJ)                   | Portela - Itaocara (RJ)              |
| Linha Três Rios - Caratinga | Três Rios (RJ)                    | Caratinga (MG)                       |
| Ramal Juiz de Fora          | Furtado de Campos - Rio Novo (MG) | Juiz de Fora (MG)                    |
| Linha Litoral               | Niterói (RJ)                      | Vitória (ES)                         |
| Linha Manhuaçu              | Recreio (MG)                      | Manhuaçu (MG)                        |
| Linha Carangola             | Porciúncula (RJ)                  | Murundu - Campos dos Goytacazes (RJ) |
| Linha Campos - Miracema     | Campos dos Goytacazes (RJ)        | Miracema (RJ)                        |
| Ramal Cabo Frio             | Neves - São Gonçalo (RJ)          | Cabo Frio (RJ)                       |
| Ramal Sul de Espírito Santo | C. do Itapemirim (ES)             | Espera Feliz (MG)                    |

Fonte:

## Modelo de transporte
Após a inauguração da primeira ferrovia brasileira por Mauá, um modelo de transporte ferroviário veio a ser adotado nas demais linhas. Entretanto, este modelo ganhou popularidade e corpo ao ser aplicado na Estrada de Ferro Leopoldina desde os seus primórdios. Durante décadas, as composições da companhia tinham no máximo seis vagões e eram movidas por locomotivas a vapor de baixa potência, transportando todo material que fosse possível de acomodar em seu espaço, fazendo uso de bitola métrica em quase todos os trechos. Este modelo entrará em declínio após a adoção pela Estrada de Ferro Central do Brasil de composições maiores e bitolas largas, levando ao abandono do padrão de transporte da EFL que desaparecerá junto com a ferrovia.